# Coccidiosi
La coccidiosi è una malattia parassitaria dell'apparato digerente degli animali causata dal protozoo coccidio. La malattia si diffonde da un animale all'altro attraverso il contatto con feci infette o l'ingestione di tessuti infetti. Il sintomo principale è la diarrea, che nei casi più gravi può diventare sanguinolenta. La maggior parte degli animali infetti da coccidia sono asintomatici, ma gli animali giovani o immunocompromessi possono presentare sintomi gravi e morire.
Sebbene i coccidi possano infettare una grande varietà di animali, compresi gli esseri umani, gli uccelli e il bestiame, sono solitamente specifici per ogni specie. Un'eccezione ben nota è la toxoplasmosi causata dal Toxoplasma gondii.
Gli esseri umani possono entrare in contatto con i coccidi per la prima volta quando acquistano un cane, un gatto o un uccello infetto. Ad eccezione del T. gondii, gli organismi infettivi sono specifici dei cani e dei gatti e non sono contagiosi per l'uomo, a differenza delle malattie zoonotiche.

## La coccidiosi nei cani
I cuccioli vengono spesso infettati dai parassiti presenti nelle feci della madre e sono più soggetti a sviluppare la coccidiosi a causa del loro sistema immunitario ancora immaturo. Lo stress può scatenare i sintomi negli animali sensibili.
I sintomi nei cani giovani includono diarrea con muco e sangue, inappetenza, vomito e disidratazione. Se non trattata, la malattia può essere fatale.
Il trattamento è di routine ed efficace. La diagnosi viene effettuata mediante esame al microscopio a basso ingrandimento delle feci, che sono generalmente ricche di oocisti. Farmaci facilmente disponibili eliminano i protozoi o li riducono in misura sufficiente da consentire al sistema immunitario dell'animale di debellare l'infezione. Sono rari i danni permanenti al sistema gastrointestinale e il cane non subisce solitamente effetti negativi a lungo termine.

## La coccidiosi nei polli
La coccidiosi è una malattia grave che colpisce i polli, in particolare i pulcini. Può essere fatale o compromettere la digestione dell'animale. Esistono mangimi per pulcini che contengono un coccidiostatico per gestire i livelli di esposizione e controllare la malattia. In caso di epidemia, vengono somministrati farmaci coccidiocidi. Alcuni esempi sono il toltrazuril (Baycox) o l'amprolium. Dopo infezioni multiple, i polli sopravvissuti diventano resistenti ai coccidi.

## La coccidiosi nei bovini
La coccidiosi, nota nei bovini anche come eimeriosi, è una delle malattie più importanti nei vitelli e nei giovani capi sia in allevamento che al pascolo. I sintomi sono generalmente causati dalle specie Eimeria zuernii ed Eimeria bovis e comprendono perdita di appetito, affaticamento, disidratazione e diarrea acquosa, talvolta sanguinolenta. Sono noti focolai di coccidiosi nei bovini. Il parassita può infettare tutti gli animali dell'allevamento e in alcuni paesi è presente in tutte le aziende agricole. La coccidiosi influisce sulla crescita e talvolta sulla sopravvivenza dei vitelli e, di conseguenza, sulla produzione e sulla redditività dell'allevamento bovino.

## La coccidiosi nelle capre
La coccidiosi è presente anche nelle capre ed è la principale causa di diarrea nei capretti. Può anche causare febbre alta e perdita di appetito.

## Generi e specie che causano la coccidiosi
- Il genere Isospora è la causa più comune di coccidiosi intestinale nei cani e nei gatti. Le specie di Isospora sono specifiche per l'ospite e infettano solo una specie. Le specie che infettano i cani includono I. canis, I. ohioensis, I. burrowsi e I. neorivolta. Le specie che infettano i gatti includono I. felis e I. rivolta.[10] Il sintomo più comune è la diarrea. Le solfonamidi sono il trattamento più comune.[11]
- Il genere Eimeria colpisce uccelli come il pollame e mammiferi come bovini e conigli.[12] Le specie includono E. tenella, E. brunetti, E. necatrix e E. acervulina. I sulfamidici sono efficaci.
- Il genere Cryptosporidium comprende due specie note per causare la criptosporidiosi, C. parvum e C. muris. I bovini sono i più comunemente colpiti e le loro feci possono essere fonte di infezione per altri mammiferi, compresi gli esseri umani. Recenti analisi genetiche del Cryptosporidium nell'uomo hanno identificato il C. hominis[13] come agente patogeno specifico dell'uomo. L'infezione si verifica più comunemente in individui immunocompromessi, come i cani con cimurro canino, i gatti con leucemia felina e gli esseri umani con AIDS.[11]
- Il genere Hammondia[14] si trasmette attraverso l'ingestione di cisti presenti nei tessuti di animali da pascolo e roditori. Cani e gatti sono gli ospiti definitivi, con H. heydorni che infetta i cani e H. hammond e H. pardalis che infettano i gatti. I sintomi non si manifestano solitamente.[11]
- Il genere Besnoitia[15] infetta i gatti che ingeriscono cisti presenti nei tessuti di roditori e opossum, ma solitamente non causa malattie.[11]
- Il genere Sarcocisti[16] infetta i carnivori che ingeriscono cisti provenienti da vari ospiti intermedi. Il Sarcocisti può causare malattie nei cani e nei gatti.[11]
- Il genere Toxoplasma ha una specie importante, il T. gondi. I gatti sono gli ospiti definitivi, ma tutti i mammiferi e alcuni pesci, rettili e anfibi possono essere ospiti intermedi. Solo le feci dei gatti contengono oocisti infettive, ma l'infezione attraverso l'ingestione di cisti può verificarsi con il tessuto di qualsiasi ospite intermedio. La toxoplasmosi si manifesta nell'uomo solitamente con febbre bassa o dolori muscolari per alcuni giorni. Un sistema immunitario normale sopprime l'infezione, ma le cisti tissutali persistono nell'animale o nell'uomo per anni o per tutta la vita. Negli individui immunocompromessi, le cisti dormienti possono riattivarsi e causare lesioni al cervello, al cuore, ai polmoni, agli occhi e ad altri tessuti. Un feto può essere a rischio se una donna incinta non immune viene infettata. I sintomi nei gatti includono febbre, perdita di peso, diarrea, vomito, uveite e sintomi del sistema nervoso centrale. La malattia nei cani include paralisi, tremori e convulsioni. I cani e i gatti vengono solitamente trattati con clindamicina.[11]
- Il genere Neospora ha una specie importante, la N. caninum, che colpisce i cani in modo simile alla toxoplasmosi. La neospora è difficile da trattare.[11]
- Il genere epatozoonosi comprende una specie che causa l'epatozoonosi nei cani e nei gatti, l'H. canis.[17] Gli animali vengono infettati ingerendo una zecca infetta, la zecca del cane (Rhipicephalus sanguineus). Tra i sintomi ci sono febbre, perdita di peso e dolore alla colonna vertebrale e agli arti.

I farmaci più comunemente utilizzati per trattare le infezioni da coccidi appartengono alla famiglia degli antibiotici solfonammidi.
A seconda dell'agente patogeno e delle condizioni dell'animale, la coccidiosi non trattata può guarire spontaneamente o diventare grave e dannosa, causando talvolta la morte.